# Владислав Сатке
Владислав Сатке (пол. Władysław Satke; 25 травня 1853, Бережани, нині Тернопільська область — 23 вересня 1904, Тернопіль) — польський педагог, метеоролог, природознавець, письменник., Директор жіночої виділової школи у м. Тернопіль протягом 1888-1899.З 1898 професор у цісарсько-королівській Вищій реальній школі.

## Життєпис
Народився 25 травня 1853 року в м. Бережани (Королівство Галичини та Володимирії, Австрійська імперія, нині Тернопільська область, Україна).
Закінчив у 1871 році Бережанську гімназію, після чого поїхав учитися до Мюнхенської політехніки. Після повернення до Галичини з 1880 року працював учителем народної школи в Золочеві. У 1883 році склав іспити та отримав право викладати у виділових школах та оселився в Тернополі. У місті був учителем чоловічої виділової школи (1883—1887), директором жіночої виділової школи (1887—1897, крім 1891—1893 років, коли, склавши в 1891 році іспити для вчителя середніх шкіл в галузі природничих наук, виконував обов'язки окружного інспектора народних шкіл). У 1897 році став головним учителем Тернопільської чоловічої учительської семінарії, де викладав ботаніку, зоологію і математику.
З 1888 року був членом екзаменаційної комісії для вчителів початкових шкіл. 1893 року розробив проект реорганізації середніх шкіл, який, зокрема, допускав жінок до вищої освіти. Брав участь у діяльності Польського педагогічного товариства: член виділу Тернопільської філії (1882—1886, 1888—1892, 1894), член ревізійної комісії головної ради (1892—1894).
З 1897 року зосередився виключно на метеорології і кліматології, хоча й був самоуком. За дорученням фізіографічної комісії Академії знань з 1893 року очолював добре обладнану метеорологічну станцію в Тернополі (діяла при єзуїтському колегіумі з 1861 р.), отримав значні наукові досягнення. Одним з перших у Європі почав систематичне вивчення напрямку і швидкості вітру на основі спостереження за рухом хмар (для цього розробив і побудував дзеркальний нефоскоп, яким у 1894—1897 роках вперше зробив 8 444 різнопланових вимірювань).
У 1893/4—1897/8 роках досліджував сніговий покрив, вимірював його товщину і щільність, температуру на різних глибинах, коливання температури в різний час доби і вплив туману, вітру, хмарності та температури повітря на температуру снігового покриву. Також провів перші дослідження температури ґрунту (на глибині 10 і 30 см, для цього використовував спеціальні термометри з Відня в мідно-латунних трубках). Передбачав погоду (в цьому бачив майбутнє метеорології) на основі матеріалу з метеостанцій Тернополя, Кракова, Варшави та Відня, а потім 67 станцій всієї північної півкулі. Протягом багатьох років вивчав місцеві опади, температура і вологість, так що Тернопіль був найкраще вивчений з точки зору клімату в Галичині.
З 1888 року член фізіографічної комісії Акадамії знань, за дорученням якої контролював 1903 р. метеостанцій Східної Галичини (Дубляни, Ожидів, Ягільниця, Делятин, Долина, Самбір, Хирів. З 1889 р. — член Польського товариства натуралістів ім. М. Коперника. У 1891 році ініціював створення Тернопільського наукового гуртка (пол. Kółko Naukowe Tarnopolskie, був його скарбником), який видавав «Rocznik Kółka Naukowego Tarnopolskiego» (вийшло три томи). В 1894 році був делегатом від Крайової шкільної ради на LXVI з'їзді німецьких природознавців і лікарів у Відні. 1901 року був призначений кореспондентом Центрального бюро метеорології і геомагнетизму у Відні (перший з Францішеком Карлінським поляк, удостоєний цього звання).
Помер 23 вересня 1904 року в Тернополі, де й був похований.
Дружина — Антоніна з Божкевичів (пол. Bożkiewicz, у першому шлюбі Єднаковська пол. Jednakowską). Відомостей про дітей немає.
Доробок
Писав вірші. Автор 84 публікацій, зокрема, 58 метеорологічних, зокрема:
- Науково-популярні статті у виданні «Przyrodnik» (наприклад, «Nowa teoria o powstaniu gradu» (T. 5: 1884), «Początek i koniec światów» (T. 6: 1885))
- O wodzie, urywek z geologii (Złoczów 1885, книга)
- Powiat tarnopolski pod względem geograficzno-statystycznym («Rocznik Kółka Naukowego Tarnopolskiego» za r. 1894/5, монографія).
- Goście z Marsa (Тернопіль 1897, фантастична повість, видав під псевдонімом Abul)
- Публікації у виданнях «Sprawozdania Komisji Fizjograficznej» (Краків), «Kosmos» (Львів), «Meteorologische Zeitschrift» (Відень), «Nova Acta Academiae Leopoldinae» (Галле).